# Melatoninski receptor 1C
Melatoninski receptor 1C (MTNR1C) je protein koji je kodiran Mtnr1c genom. Ovaj receptor je identifikovan kod riba, vodozemaca, i ptica, ali ne kod ljudi.

## Literatura
- Brzezinski A; Brzezinski, Amnon (1997). „Melatonin in humans”. N. Engl. J. Med. 336 (3): 186—95. PMID 8988899. doi:10.1056/NEJM199701163360306.
- Reppert SM; Weaver DR; Ebisawa T;  . (1996). „Cloning of a melatonin-related receptor from human pituitary”. FEBS Lett. 386 (2–3): 219—24. PMID 8647286. doi:10.1016/0014-5793(96)00437-1.
- Niles LP; Wang J; Shen L;  . (2000). „Melatonin receptor mRNA expression in human granulosa cells”. Mol. Cell. Endocrinol. 156 (1–2): 107—10. PMID 10612428. doi:10.1016/S0303-7207(99)00135-5.
- Roy D; Angelini NL; Fujieda H;  . (2001). „Cyclical regulation of GnRH gene expression in GT1-7 GnRH-secreting neurons by melatonin”. Endocrinology. 142 (11): 4711—20. PMID 11606436. doi:10.1210/en.142.11.4711.
- Ayoub MA; Couturier C; Lucas-Meunier E;  . (2002). „Monitoring of ligand-independent dimerization and ligand-induced conformational changes of melatonin receptors in living cells by bioluminescence resonance energy transfer”. J. Biol. Chem. 277 (24): 21522—8. PMID 11940583. doi:10.1074/jbc.M200729200.
- Yuan L; Collins AR; Dai J;  . (2003). „MT(1) melatonin receptor overexpression enhances the growth suppressive effect of melatonin in human breast cancer cells”. Mol. Cell. Endocrinol. 192 (1–2): 147—56. PMID 12088876. doi:10.1016/S0303-7207(02)00029-1.
- Strausberg RL; Feingold EA; Grouse LH;  . (2003). „Generation and initial analysis of more than 15,000 full-length human and mouse cDNA sequences”. Proc. Natl. Acad. Sci. U.S.A. 99 (26): 16899—903. PMC 139241 . PMID 12477932. doi:10.1073/pnas.242603899.
- Slominski A; Pisarchik A; Zbytek B;  . (2003). „Functional activity of serotoninergic and melatoninergic systems expressed in the skin”. J. Cell. Physiol. 196 (1): 144—53. PMID 12767050. doi:10.1002/jcp.10287.
- Gerhard DS; Wagner L; Feingold EA;  . (2004). „The status, quality, and expansion of the NIH full-length cDNA project: the Mammalian Gene Collection (MGC)”. Genome Res. 14 (10B): 2121—7. PMC 528928 . PMID 15489334. doi:10.1101/gr.2596504.
- Suzuki S; Masui Y; Ohnuki M;  . (2007). „Induction of metallothionein synthesis by cilostazol in mice and in human cultured neuronal cell lines”. Biol. Pharm. Bull. 30 (4): 791—4. PMID 17409522. doi:10.1248/bpb.30.791.